# Stibadium spumosum
Stibadium spumosum là một loài bướm đêm trong họ Noctuidae.